# Iizuka
Iizuka (japanska: 飯塚市  ?, Iizuka-shi) är en stad i Fukuoka prefektur i Japan. Staden fick stadsrättigheter 1932.